# Station Miedwiecko
Station Miedwiecko is een spoorwegstation in de Poolse plaats Miedwiecko.